# Hyolithus
Hyolithus är ett släkte blötdjur från den kambrosilurska tiden, som dog ut under den paleozoiska eran. 
Hyolithus med undersläkten förs i regel som en familj Hyolithidae till gruppen vingsnäckor bland snäckdjuren. Hyolithus har ett spetsigt koniskt skap av runt eller triangulärt tvärsnitt med ett platt lock. I allmänhet är arterna högst 7 centimeter långa. Många arter förekommer i Sveriges kambrosilur.